# Frederik Bargum

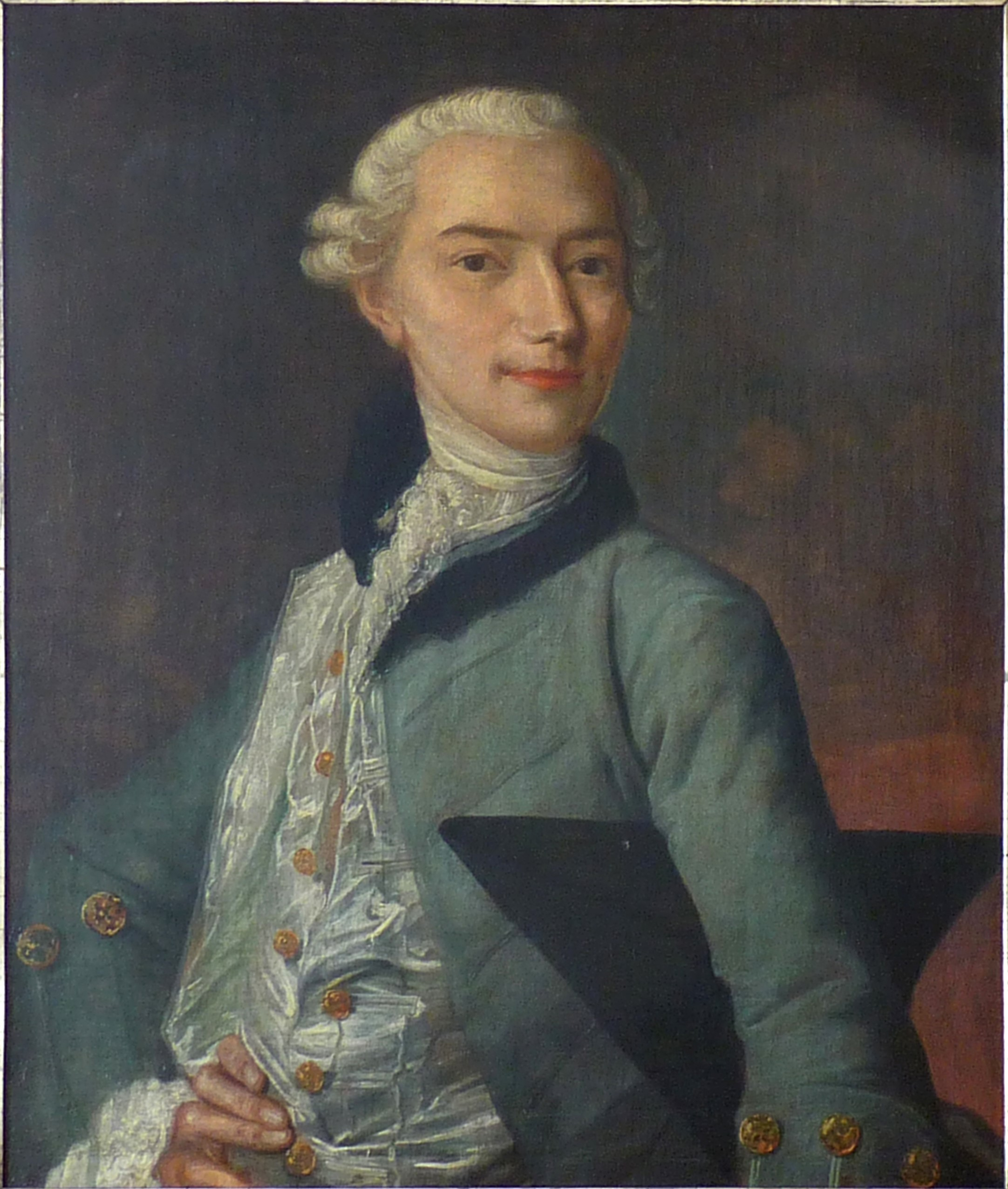
Frederik Bargum

Henning Frederik Bargum (* 9. Oktober 1733 in Kopenhagen; † 1800 in Paris) war ein dänischer Kaufmann und Sklavenhändler.
Bargum machte eine kaufmännische Ausbildung in Kopenhagen und wurde verantwortlich für die Bauholzlieferungen an die dänische Marine. Deshalb wurde er auch ins Ausland geschickt. 1760 wurde er zum generaltobaksdirektør, zuständig für den lukrativen dänischen Tabakhandel. In Kopenhagen ließ er sich das Gelbe Palais nahe Schloss Amalienborg bauen.
Bargum war die treibende Kraft hinter der Einrichtung der dänischen Guinea-Kompagnie, Guineiske Kompagni. Auf seinen Reisen hatte er die Gewinnraten des Sklavenhandels erkannt. Am 18. März 1765 erhielt er ein 20-jähriges Monopol für den Sklavenhandel an der Goldküste und am 1. November eine Konzession für die dortigen Festungen Christiansborg und Fredensborg. Drei Schiffe wurden erworben, um am transatlantischen Handel teilzunehmen. Der am Ende der Kette importierte Zucker sollte in Kopenhagen verkauft werden. Doch 1775 ging das Unternehmen bankrott. Schon zuvor war Bargum nach Wien geflohen. Später ging er ins Elsass und nach Paris.

## Einzelbelege
1. ↑  Frederik Bargum | lex.dk. Abgerufen am 23. August 2022 (dänisch).

| Personendaten    | Personendaten                                 |
| ---------------- | --------------------------------------------- |
| NAME             | Bargum, Frederik                              |
| ALTERNATIVNAMEN  | Bargum, Henning Frederik (vollständiger Name) |
| KURZBESCHREIBUNG | dänischer Kaufmann und Sklavenhändler         |
| GEBURTSDATUM     | 9. Oktober 1733                               |
| GEBURTSORT       | Kopenhagen                                    |
| STERBEDATUM      | 1800                                          |
| STERBEORT        | Paris                                         |